# Домбрувка (Вомбжезький повіт)
Домбрувка (пол. Dąbrówka) — село в Польщі, у гміні Плужниця Вомбжезького повіту Куявсько-Поморського воєводства.
Населення — 119 осіб (2011).
У 1975-1998 роках село належало до Торунського воєводства.

## Демографія
Демографічна структура станом на 31 березня 2011 року:
|          | Загалом | Допрацездатний вік | Працездатний вік | Постпрацездатний вік |
| -------- | ------- | ------------------ | ---------------- | -------------------- |
| Чоловіки | 68      | 14                 | 49               | 5                    |
| Жінки    | 51      | 9                  | 33               | 9                    |
| Разом    | 119     | 23                 | 82               | 14                   |